# Otog Qianqi
Otog Qianqi (przednia chorągiew Otog; chiń. 鄂托克前旗; pinyin: Ètuōkè Qián Qí) – chorągiew w północnych Chinach, w regionie autonomicznym Mongolia Wewnętrzna, w prefekturze miejskiej Ordos. W 1999 roku liczyła 68 168 mieszkańców.